# Chastellux-sur-Cure
Chastellux-sur-Cure es una localidad y comuna francesa situada en la región de Borgoña, departamento de Yonne, en el distrito de Avallon y cantón de Quarré-les-Tombes.

## Demografía
| 485 | 486 | 497 | 568 | 712 | 664 | 749 | 726 | 706 | 617 | 626 | 626 | 622 | 580 | 561 | 552 | 572 | 519 | 528 | 457 | 389 | 383 | 655 | 341 | 308 | 242 | 214 | 187 | 159 | 171 | 159 | 141 | 159 |
| Para los censos de 1962 a 1999 la población legal corresponde a la población sin duplicidades (Fuente: INSEE [Consultar]) |     |     |     |     |     |     |     |     |     |     |     |     |     |     |     |     |     |     |     |     |     |     |     |     |     |     |     |     |     |     |     |     |